# Schweizerische Vereinigung der Ingenieurinnen
Die Schweizerische Vereinigung der Ingenieurinnen (SVIN) wurde 1991 gegründet. Sie ist ein gesamtschweizerischer Berufsverband, der Frauen in naturwissenschaftlich-technischen Berufen zusammenbringt. Ziel des Verbandes ist es, sich für die Anliegen des Berufsstands der Ingenieurin einzusetzen und junge Frauen für den Ingenieurinnenberuf und die MINT-Berufe (Mathematik, Informatik, Naturwissenschaft und Technik) zu motivieren.
Der Verband ist Mitglied der Schweizerischen Akademie der Technischen Wissenschaften.

## Hintergrund
Die Gründung der Schweizerischen Vereinigung der Ingenieurinnen (SVIN) stand im Zusammenhang mit einem allmählichen Wandel des Frauenbildes in breiten Kreisen in der Schweiz, der mit der Annahme des Gleichstellungsartikels in der Bundesverfassung 1981, dem Inkrafttreten eines neuen Ehegesetzes 1988 und dem Bundesgesetz über die Gleichstellung von Mann und Frau 1996, das ein Diskriminierungsverbot im Bereich der Erwerbsarbeit enthält, zum Ausdruck kam. SVIN und verschiedene Gleichstellungsbüros entwickelten Fördermassnahmen und Kampagnen, mit denen Mädchen und Frauen für technische Berufe gewonnen werden sollten. Nach der historischen Studie von Edith Maienfisch über Studentinnen des Technikums Burgdorf 1892–2002 hatten diese Massnahmen einen steigenden Frauenanteil in Burgdorf und anderen technischen Hochschulen in der Schweiz zur Folge mit Ausnahme des Fachbereichs Elektrotechnik.

## Aufgaben und Ziele
Laut NZZ versteht sich die Schweizerische Vereinigung der Ingenieurinnen «als Sprachrohr von qualifizierten Fachfrauen aus Technik und Naturwissenschaften und setzt sich zum Ziel, den weiblichen Anteil in diesen Berufen zu erhöhen».
Unter die Aufgaben und Ziele des Verbandes fallen:
- Plattformaufbau für den Erfahrungstausch unter Ingenieurinnen
- Netzwerkbildung zu verwandten Organisationen durch Lancierung gemeinsamer Projekte
- Förderung des weiblichen Nachwuchses im Ingenieurberuf durch entsprechende Veranstaltungen
- Vertretung der Interessen der Ingenieurinnen in verschiedenen Branchen, Fachverbänden sowie politischen Gremien
- Verbesserung der Arbeits- und Rahmenbedingungen der Ingenieurinnen

## Aktivitäten
Neben der Durchführung von Netzwerkanlässen und Weiterbildungsworkshops für seine Mitglieder verfasst der Verband auch Stellungnahmen zu politischen Vorstössen (Vernehmlassungsverfahren) wie z. B. zur Fachkräfteinitiative des Bundes oder zum Lehrplan 21.
Ein wichtiger Bereich des Verbandes ist die Nachwuchsförderung. Hierfür wurde das langfristig angelegte Förderprojekt KIDSinfo ins Leben gerufen. Ziel ist es, Kindern im frühen Schulalter ein positives, geschlechtsneutrales Image der MINT-Berufe zu vermitteln. Dabei besuchen Ingenieurinnen Primarschulen, um bei den Kindern das Interesse an Technik zu wecken und ihnen einen Einblick in die Ingenieurswelt und deren Berufe zu ermöglichen. Im Jahr 2015 gewann das Projekt KIDSinfo den Building Award der Schweizerischen Stiftung zur Förderung des Ingenieurnachwuchses im Bauwesen in der Kategorie Schulen.
Das bislang grösste vom Verband durchgeführte Projekt ist das 2015/2016 und 2017/2018 vom Bund geförderte Impulsprogramm Kultur-Wegweiser. Ziel des Programmes ist eine langfristige Erhöhung des Frauenanteils in technologiebasierten Industrieunternehmen. Dem Programm liegt die Erkenntnis zugrunde, dass hierfür eine nachhaltige Veränderung der Unternehmenskultur notwendig ist und ein langfristiger Change-Prozess eingeleitet werden muss. Daher müssen an den durchgeführten Workshops neben den Ingenieurinnen und den Linienverantwortlichen ebenso die Personalabteilung sowie Führungskräfte der obersten Leitung beteiligt sein.
Zum 25. Jubiläum der SVIN wurde 2018 die Wanderausstellung «Ich bin Ingenieurin» lanciert. Die Ausstellung soll jungen Frauen ein positives Berufsbild der Ingenieurin vermitteln und sie ermuntern, einen MINT-Beruf zu ergreifen.

## Mitgliedschaft
Dem Verband beitreten können angehende und ausgebildete Ingenieurinnen, Naturwissenschafterinnen und exakte Wissenschafterinnen. In der Vereinigung sind etwa 300 Frauen zusammengeschlossen. Unternehmen und Organisationen können vom Verband als Fördermitglieder aufgenommen werden. Zurzeit sind knapp vierzig Firmen oder Hochschulen Fördermitglieder des Verbands. Darunter befinden sich Institutionen wie etwa die ABB Schweiz AG, die Schweizerischen Bundesbahnen (SBB) oder die Siemens Schweiz AG sowie nationale Forschungsinstitutionen wie das Paul Scherrer Institut (PSI), die Eidgenössische Materialprüfungs- und Forschungsanstalt (EMPA) oder die Eidgenössische Anstalt für Wasserversorgung, Abwasserreinigung und Gewässerschutz (EAWAG).

## Veröffentlichungen und Preise
Der Verband publiziert jährlich die Zeitschrift SVIN News.
Ausserdem vergibt der Verband den SVIN Award für einflussreiche Ingenieurinnen, Technikerinnen, Naturwissenschafterinnen und Informatikerinnen. Die deutsche Physikerin Heike Riel gewann den Preis im Jahr 2012 in der Kategorie Technische/Naturwissenschaftliche Innovation. Der Preis wurde bisher erst ein Mal vergeben.

## Sitz der Vereinigung
Die Geschäftsstelle befindet sich in Zürich.